# Willem van der Kloot
Willem Arie van der Kloot (Den Haag, 24 oktober 1942 - 29 juli 2018) was een Nederlandse psycholoog.
Van der Kloot studeerde in 1969 af in de psychologie en promoveerde in 1975 aan de Universiteit Leiden op het proefschrift A cognitive structure approach to person perception: five studies on the implicit theory of personality.
Van 1969 tot 2003 werkte hij als wetenschappelijk medewerker en universitair hoofddocent aan de Universiteit Leiden, eerst bij de vakgroep sociale psychologie en later bij de vakgroep methoden en technieken. In 1977 was hij gastdocent bij San Diego State University (Californië) en in 1981 verbleef hij als gastonderzoeker aan de University of California Los Angeles. In 1997 publiceerde hij  Meerdimensionale schaaltechnieken voor gelijkenis- en keuzedata: ruimtelijke modellen voor psychologie, marktonderzoek en andere wetenschappen. Van der Kloot was een van de auteurs van de Nederlandstalige versie van de McGill Pain Questionnaire. Vanaf 2007 deed hij medisch-psychologisch onderzoek aan de zeldzame reumatologische afwijking sternocostoclaviculaire hyperostose (SCCH) en werkte hij mee aan onderzoek naar kwaliteit van leven bij chemotherapie.

## Publicaties (selectie)
- W.A. van der Kloot: Meerdimensionale schaaltechnieken voor gelijkenis- en keuzedata. Utrecht, Lemma, 1997 ISBN 90-5189-692-1 Digitale versie